# Carla Bodendorf
Carla Bodendorf (Alemania, 13 de agosto de 1953) es una atleta alemana retirada, especializada en la prueba de 4 x 100 m en la que llegó a ser campeona olímpica en 1976.

## Carrera deportiva
En los JJ. OO. de Montreal 1976 ganó la medalla de oro en los relevos 4 x 100 metros, con un tiempo de 42.55 segundos que fue récord olímpico, llegando por delante de Alemania Occidental y la Unión Soviética, siendo sus compañeras de equipo: Marlies Oelsner, Renate Stecher y Bärbel Eckert.